# Marc Rittberger
Marc Rittberger (* 1962) ist ein deutscher Informationswissenschaftler. Er ist Professor für Informationsmanagement an der Hochschule Darmstadt und am Leibniz-Institut für Bildungsforschung und Bildungsinformation.

## Leben
Marc Rittberger studierte von 1981 bis 1988 Physik an der Universität Karlsruhe (TH) (heute integriert in das Karlsruher Institut für Technologie), unterbrochen von zwei Arbeitspraktika am American Institute of Physics (AIP) in New York. Es folgte von 1988 bis 1989 ein Aufbaustudium Informationswissenschaft an der Universität Konstanz. Anschließend war er bis 1995 wissenschaftlicher Mitarbeiter am Lehrstuhl Informationswissenschaft von Rainer Kuhlen der Universität Konstanz und wurde dort 1995 promoviert (Thema: Auswahl von Online-Datenbanken. Eine Rechercheschnittstelle für das Online-Retrieval integriert in das Konstanzer Hypertext System). Nach einer darauffolgenden Tätigkeit als Assistent am Lehrstuhl Informationswissenschaft der Universität Konstanz, der Leitung eines Steinbeis-Transferzentrums und der daran anschließenden Lehrstuhlvertretung Informationswissenschaft an der Heinrich-Heine-Universität Düsseldorf wurde Marc Rittberger 2002 Professor im Studiengang Information documentaire der Haute École de Gestion (HEG) in Genf, zuständig für einen zweisprachigen Studiengang.
2005 übernahm er eine gemeinsam berufene Professur für Informationsmanagement an der Hochschule Darmstadt und am Leibniz-Institut für Bildungsforschung und Bildungsinformation. Zugleich wurde er Direktor der Abteilung „Informationszentrum Bildung“ und bis 2012 der Bibliothek für Bildungsgeschichtliche Forschung am DIPF. Zudem war Marc Rittberger von 2008 bis 2012 Geschäftsführender Direktor sowie von 2006 bis 2008 und von 2012 bis 2019 Stellvertretender Geschäftsführender Direktor des DIPF. Weiterhin ist er seit 2015 Stellvertretender Sprecher des Leibniz-Forschungsverbunds Open Science.

## Aktuelle Arbeits- und Forschungsschwerpunkte
Marc Rittberger befasst sich unter anderem mit angewandter Forschung zu den Themen Informationsverhalten, Informationsqualität und Open Science. Darüber hinaus verantwortet er zahlreiche Forschungs- und Entwicklungsprojekte des Informationszentrums Bildung, das Forschungs- und Informationsinfrastrukturen anbietet und entwickelt. Dazu gehören unter anderem der Deutsche Bildungsserver und das Fachportal Pädagogik. Unter seiner Verantwortung entstanden in den letzten Jahren das Forschungsdatenzentrum Bildung, das im Rahmen des Verbunds Forschungsdaten Bildung (VerbundFDB) wissenschaftliche Daten für die Nachnutzung aufbereitet, und das in Kooperation mit der DIPF-Abteilung „Bildungsqualität und Evaluation“ realisierte Zentrum für technologiebasiertes Assessment (TBA), das Softwarewerkzeuge zur Erstellung und Analyse von computerbasierten Tests entwickelt und bereitstellt.